# Arroyo Club Polideportivo
L'Arroyo Club Polideportivo è una società calcistica con sede presso Arroyo de la Luz, in Estremadura, in Spagna. 
Gioca nella Segunda División B, la terza serie del campionato spagnolo.

## Tornei nazionali
- 1ª División: 0 stagioni
- 2ª División: 0 stagioni
- 2ª División B: 3 stagioni
- 3ª División: 10 stagioni

## Stagioni
| Stagioni | Categoria | Posizione |
| -------- | --------- | --------- |
| 1968–97  | Cat. reg. | —         |
| 1997/98  | 3ª        | 18°       |
| 1998–02  | Cat.reg.  | —         |
| 2002/03  | 3ª        | 16°       |
| 2003/04  | 3ª        | 16°       |
| 2004/05  | 3ª        | 20°       |
| 2005–09  | Cat.reg.  | —         |
| 2009/10  | 3ª        | 4°        |
| 2010/11  | 3ª        | 3°        |
| 2011/12  | 3ª        | 1°        |
| 2012/13  | 2ªB       | —         |

## Palmarès

### Competizioni nazionali
- Tercera División: 1

2011-2012

### Altri piazzamenti
- Tercera División:

Terzo posto: 2010-2011, 2015-2016